# Chrysochroa vittata
Chrysochroa vittata es una especie de escarabajo barrenador metálico del género Chrysochroa, categorizada en la tribu Chrysochroini, de la subfamilia Chrysochroinae. Fue descrita científicamente por Fabricius en 1775.

## Distribución geográfica
Esta especie se puede encontrar desde la India hasta China y Tailandia.

## Tratamiento taxonómico
La especie aparece registrada y publicada en Systema entomologiae, Sistens Insectorum Classes, Ordines, Genera, Species, Adiectis Synonymis, Locis, Descriptionibus, Observationibus. Libraria Kortii, Flensburg, 832 pp. (1775).